# IC 4016
IC 4016 је спирална галаксија у сазвјежђу Ловачки пси која се налази на листи објеката дубоког неба у Индекс каталогу.
Деклинација објекта је + 37° 11' 14" а ректасцензија 12h 59m 59,9s. Привидна величина (магнитуда) објекта IC 4016 износи 15,0 а фотографска магнитуда 15,8. IC 4016 је још познат и под ознакама NGC 4893A, UGC 8111, MCG 6-29-9, CGCG 189-10, VV 222, PGC 44696.